# Kenyér
| Energia 246 kcal 1029 kJ                                                                        |      |
| Szénhidrátok                                                                                    | 46 g |
| - Étkezési rostok 7 g                                                                           |      |
| Zsír                                                                                            | 4 g  |
| Fehérje                                                                                         | 10 g |
| Tiamin (B1-vitamin) 0.4 mg                                                                      | 35%  |
| Riboflavin (B2-vitamin) 0.2 mg                                                                  | 17%  |
| Niacin (B3-vitamin) 4 mg                                                                        | 27%  |
| Nátrium 527 mg                                                                                  | 35%  |
| A százalékos értékek az amerikai felnőttek számára javasolt napi mennyiségre (RDA) vonatkoznak. |      |

| Energia 266 kcal 1113 kJ                                                                        |      |
| Szénhidrátok                                                                                    | 51 g |
| - Étkezési rostok 2.4 g                                                                         |      |
| Zsír                                                                                            | 3 g  |
| Fehérje                                                                                         | 8 g  |
| Tiamin (B1-vitamin) 0.5 mg                                                                      | 43%  |
| Riboflavin (B2-vitamin) 0.3 mg                                                                  | 25%  |
| Niacin (B3-vitamin) 4 mg                                                                        | 27%  |
| Nátrium 681 mg                                                                                  | 45%  |
| A százalékos értékek az amerikai felnőttek számára javasolt napi mennyiségre (RDA) vonatkoznak. |      |

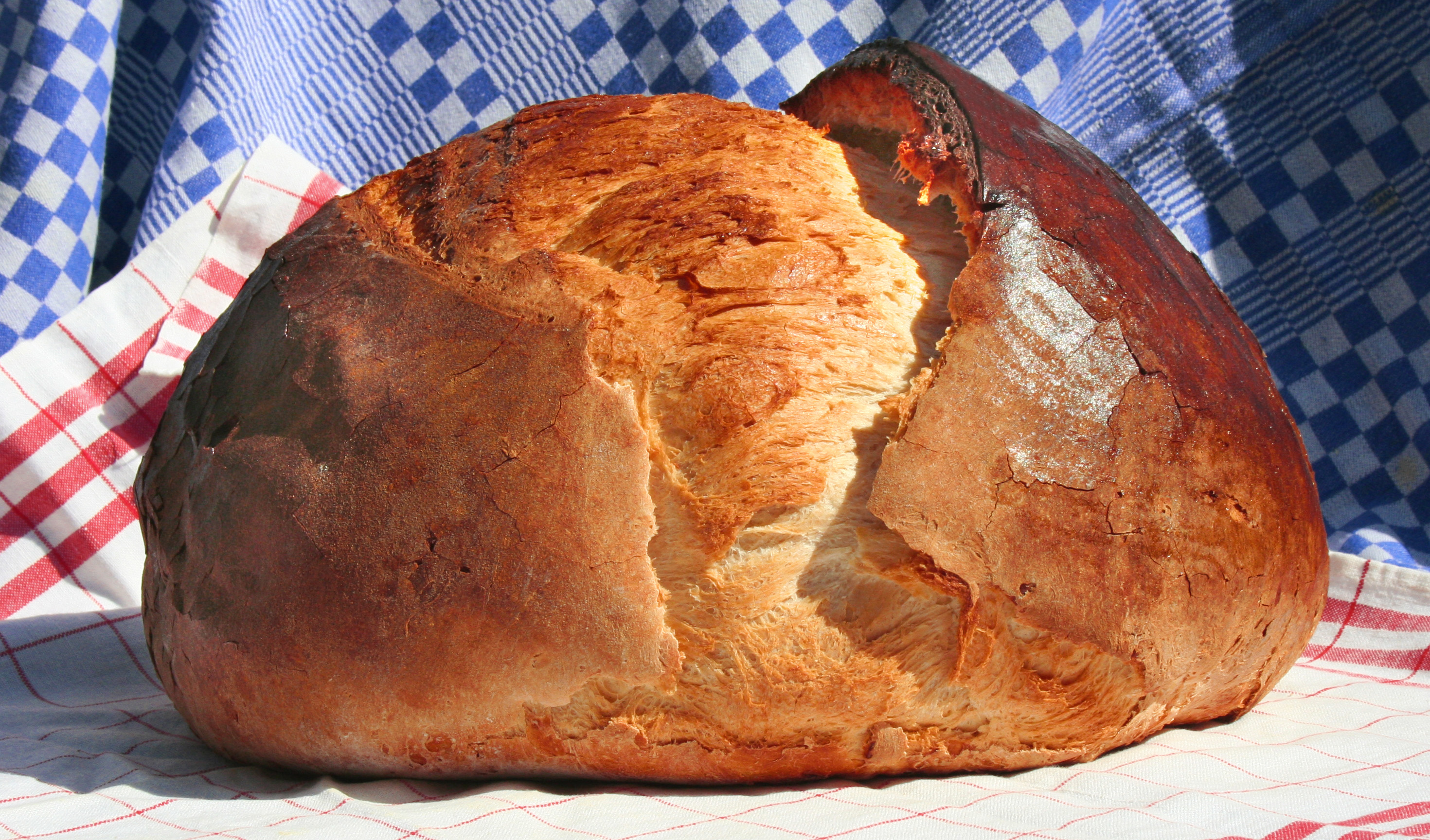
Hagyományos kemencében sült, 3 kg-os magyar házi kenyér

A kenyér gabonafélék, illetve kukorica lisztjéből sült, erjesztett tészta, az újkorban alapvető néptáplálék. Némileg különböző formában ugyan, de a világ minden részén fogyasztják.
Összetevők: liszt, víz, kovász/élesztő (de van kovásztalan kenyér), só.

## Érzékszervi jellemzők
- Alak: a kenyértípusra jellemző, szabályos, arányosan domború; nem torz alakú
- Héj: a kenyértípusra jellemző színű, fényes, sima vagy cserepes, esetleg szórt és/vagy vágott; nem lehet végigrepedt, kormos, szennyezett, égett, ázott, átnedvesedett vagy feltűnően sérült
- Bélzet: a kenyérbél átsült, a héjtól nem elváló, a felhasznált liszt jellegének megfelelő egyenletes színű, egyöntetű állományú, rugalmas, csomómentes, nem lehet szalonnás, ragacsos; sem morzsálódó, széteső; nem tartalmazhat idegen anyagokat, csomókat és nem lehet mikroorganizmusok által fertőzött
- Íz és szag: a kenyértípusra jellemző aromájú; nem lehet idegen ízű vagy szagú

## Készítése

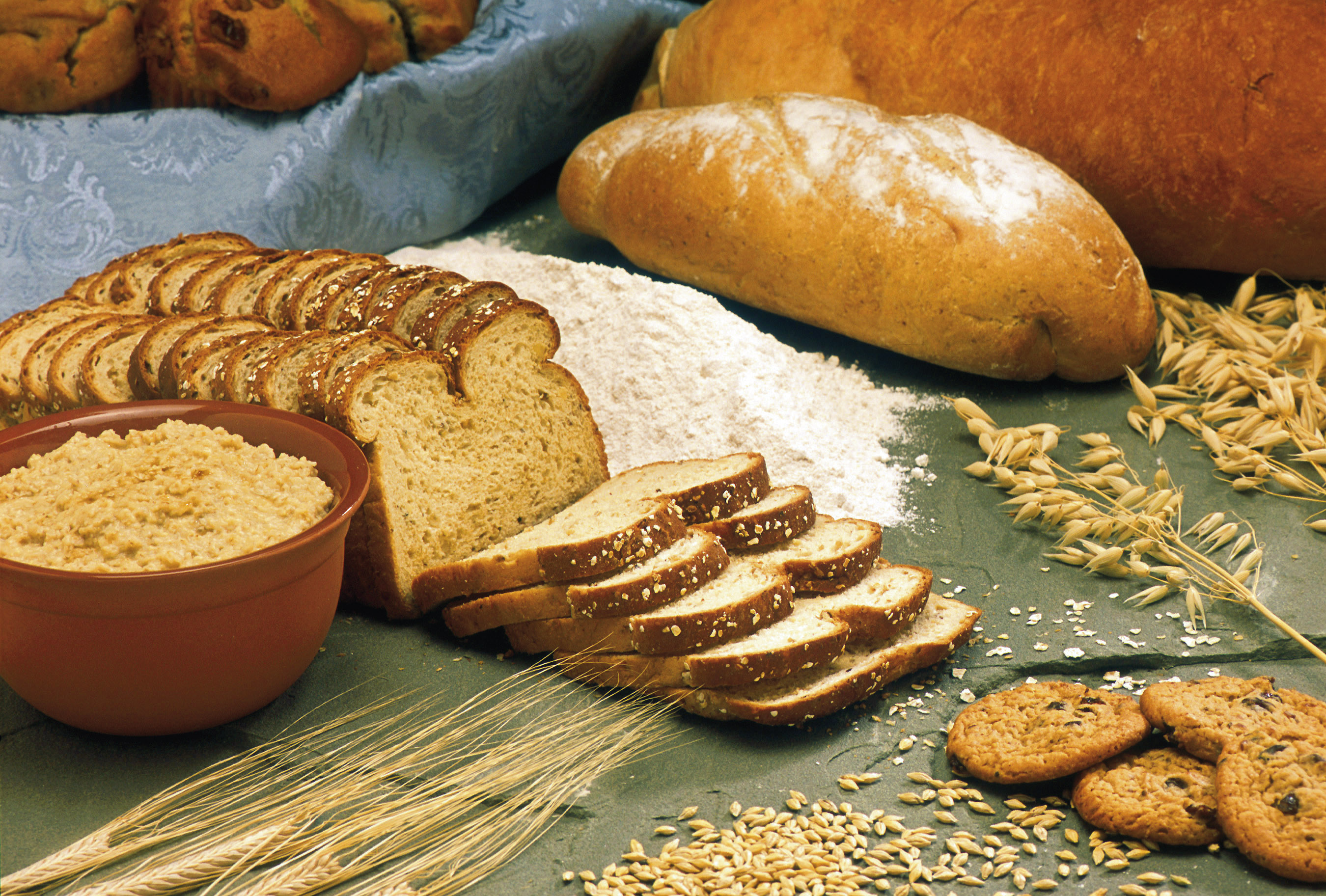

A Pallas nagy lexikona szerint „A jó házikenyér készítése a következő: Miután a kenyérsütés előestéjén megszitáltuk a használandó lisztet, ezt teknőbe vagy cseréptálba helyezzük s közepén kezünkkel gödröt csinálva, beleöntjük a langyos vízzel elkevert kovászt, melyet kevés liszttel lágyan elkeverünk s letakarva a következő reggelig langyos helyen hagyjuk. Másnap 3 órával a sütés előtt egy kevés élesztőt teszünk az este megkészített kovászhoz, sót, köménymagot v. ánizst s körülbelül 8 l. liszthez 4 l. vizet. Ezen anyagot jó negyedóráig egyenletesen dagasztva, ha búzaliszttel dolgozunk a tálban kelesztjük lágymeleg helyen 24-26 C fokon 45 percig, ha rozslisztből készítjük a kenyeret azonnal kiszakasztjuk s a meglisztelt kenyérruhát a kosárban elhelyezve, beletesszük s ott megkelni hagyjuk. A jól megkelt kenyér még egyszer oly magas a kelés után mint előtte, mire kemencében két órai egyenletes hőfoknál kell megsütni”.

## Kenyérfajták, kenyérváltozatok

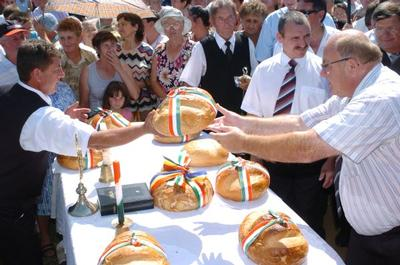
Kenyérszentelés 2009. augusztus 20-án Zajtán

A kenyérnek számtalan fajtáját ismerjük.

### Magyar kenyérfajták
A kenyér leírása (MÉ 2-81 számú irányelve: „Sütőipari termékek” szerint).
A kenyér döntő részben gabonaőrleményekből tésztakészítéssel, alakítással, lazítással (beleértve az extrúziót is), sütéssel majd csomagolással vagy csomagolás nélkül előállított élelmiszer. A csomagolatlan termék tömege 250 grammal osztható, de legalább 500 gramm. 
Magyarországon a legelterjedtebb, és legtöbbet fogyasztott kenyérfajta a fehér kenyér és a félbarna kenyér.
- Fehér kenyér

A fehér kenyér 100% búzalisztből (fehér kenyérliszt; BL 80) kovászos technológiával vagy kovászt helyettesítő kovászkészítmény felhasználásával, tésztakészítéssel, alakítással, kelesztéssel, sütéssel előállított termék. Kizárólag vízzel, élesztővel, sóval és engedélyezett adalékanyag felhasználásával készülhet. Felülete fényes, cserepesedő, aranysárga, esetleg barnába hajló színű. Bélzete világos, lazított, sima tapintású, rugalmas és frissen nem morzsalékos.
- Félbarna kenyér

A félbarna kenyér 85% félfehér kenyérlisztből (BL 112) és 15% világos rozslisztből (RL 90) kovászos technológiával vagy kovászt helyettesítő kovászkészítmény felhasználásával, tésztakészítéssel, alakítással, kelesztéssel, sütéssel előállított termék. 
A csak búza- és rozslisztet tartalmazó kenyerek összetétel szerinti osztályozása és azonosítása: 
- Búzakenyér (MÉ 2-81/01/01): 100-85,1% búzalisztet és 0-14,9% rozslisztet tartalmazhat.

- Rozsos kenyér (MÉ 2-81/01/04): 15,1-39,9% rozsliszttartalmú.

- Rozskenyér (MÉ 2-81/01/05: legalább 40% rozslisztnek kell lennie benne.

- Többgabonás kenyér (MÉ 2-81/01/06): az alapgabonán (búzán és rozson) kívül az „egyéb” gabona mindegyike legalább 5-5% mennyiségben van a kenyérben. A búzán vagy a rozson kívül egyfajta gabonát tartalmazó kenyér esetén a „névadó” gabona mennyisége legalább 5%.

- Búzacsírás kenyér (MÉ 2-81/01/07): az adalék 100 kg alaplisztre számítva legalább 10 kg, legalább 8% zsírtartalmú búzacsíra.

- Kenyerek olajosmaggal (MÉ 2-81/01/09): az adalék 100 kg alaplisztre számítva legalább 8 kg, a kenyér nevében szereplő olajosmag; például „lenmagos kenyér”. Ha az olajosmag mennyisége az előírtnál kevesebb, de jelenléte egyértelműen megállapítható, akkor a kenyeret szabad az olajosmagnak a nevével és mennyiségének a feltüntetésével elnevezni, például: „Kenyér 5% szezámmaggal”.

- Szójás kenyér (MÉ 2-81/01/10): az adalék 100 kg alaplisztre számítva legalább 10 kg szójakészítmény.

- Korpás kenyér (MÉ 2-81/01/11): az adalék 100 kg alaplisztre számítva legalább 10 kg, gabonából vagy megfelelő hüvelyesből készített étkezési korpa. A korpa szárazanyag-tartalomra vonatkoztatott keményítőtartalma legfeljebb 15% lehet. Nagyobb keményítőtartalmú korpa használata esetén a korpa mennyiségét korrigálni kell.

- Burgonyás kenyér (krumplis kenyér, MÉ 2-81/01/12): az adalék 100 kg alaplisztre számítva legalább 5 kg olyan burgonya-szárazanyag, amely a burgonyabelső minden összetevőjét tartalmazza.

### Egyedi kenyerek
A szabályozott összetételű és elnevezésű kenyereken kívül számos kenyérféle létezik.
Ezek alakban, és/vagy összetételben, esetleg előállításuk módjában különböznek az előzőekben felsoroltaktól.
- Kalács: a kelt kalács a kenyér különleges változata. A kalács készítésénél tejjel, cukorral, zsiradékkal (vaj, margarin stb.) dagasztott, gyakran tojásos, tehát gazdagabb összetételű tésztával dolgoznak. Általában 200 g-nál nagyobb egységtömegű, fonott vagy fonott jellegű, szabadon vetett vagy formában sütött termék.

- Cipó: kerek kenyér alakú, de a kenyérnél kisebb, annak a tésztájából kiszakított, vagy tőle eltérő gabonafajtából, ill. lisztminőségből kenyér vagy kalács módjára készült sült tészta

- Lángos vagy lepény (langalló, kenyérlepény): kenyértésztából kiszakasztott, minél vékonyabbra nyújtott, jól megsózott és zsírozott lepényforma sütemény

Dr. Eperjessy Ernő tanulmányából – kenyér és a kenyérsütés a somogyi uradalmi cselédek körében: egy kemencébe egy sütéskor általában 6 kenyér fért el. A maradék tésztából langallót sütöttek, amit csak 1945 után kezdtek el lángosnak nevezni. A langalló lepényszerűen elnyújtott tészta. Az asszony tenyerével akkorára formálta, mint a sütőlapát. A lapáton késsel két helyen behasította, hogy ne púposodjon föl. A langallót a kemence szájánál sütötték, közel a kihúzott parázshoz. A kenyérnél jóval hamarabb átsült, a gyermekek már várták, mert kenyérsütés napján langalló volt a reggelijük. A megsült langallót kézzel törték el darabokra (a hagyomány szerint késsel vágni nem volt szabad), tejföllel, zsírral megkenték, vagy egyszerűen csak megsózták és úgy fogyasztották frissen.
- Lepénykenyér vagy lepény: liszt, víz, só összetételű, erjesztetlen sült tészta. A 19. században egész Magyarország területén elterjedt különféle néven. Búza-, rozs-, árpa-, kukorica-, olykor alakor- és hajdinalisztből gyúrják, éhínségkor régebben gyékény gyökértörzsének vagy makknak az őrletéből is készült.

- Burgonyás kenyér: (krumplis kenyér) A burgonyás kenyér 95% búzalisztből (fehér kenyérliszt; BL 80) és 5% főtt burgonya hozzáadásával, kovászos technológiával, tésztakészítéssel, alakítással, kelesztéssel, sütéssel előállított termék. Kizárólag vízzel, élesztővel, só felhasználásával készül.

- Gyümölcskenyér: süteményféle. A nevével ellentétben nem kenyértésztából készül, zsiradékot, cukrot, vaníliás cukrot és egyes fajtáknál élesztő helyett sütőport használunk, főtt és aszalt gyümölcsöket dagasztanak, és úgy sütik. Általában nagyobb családi ünnepek (húsvét, karácsony hetében) házilag készítik, teával, kakaóval, tejeskávéval kínálják.

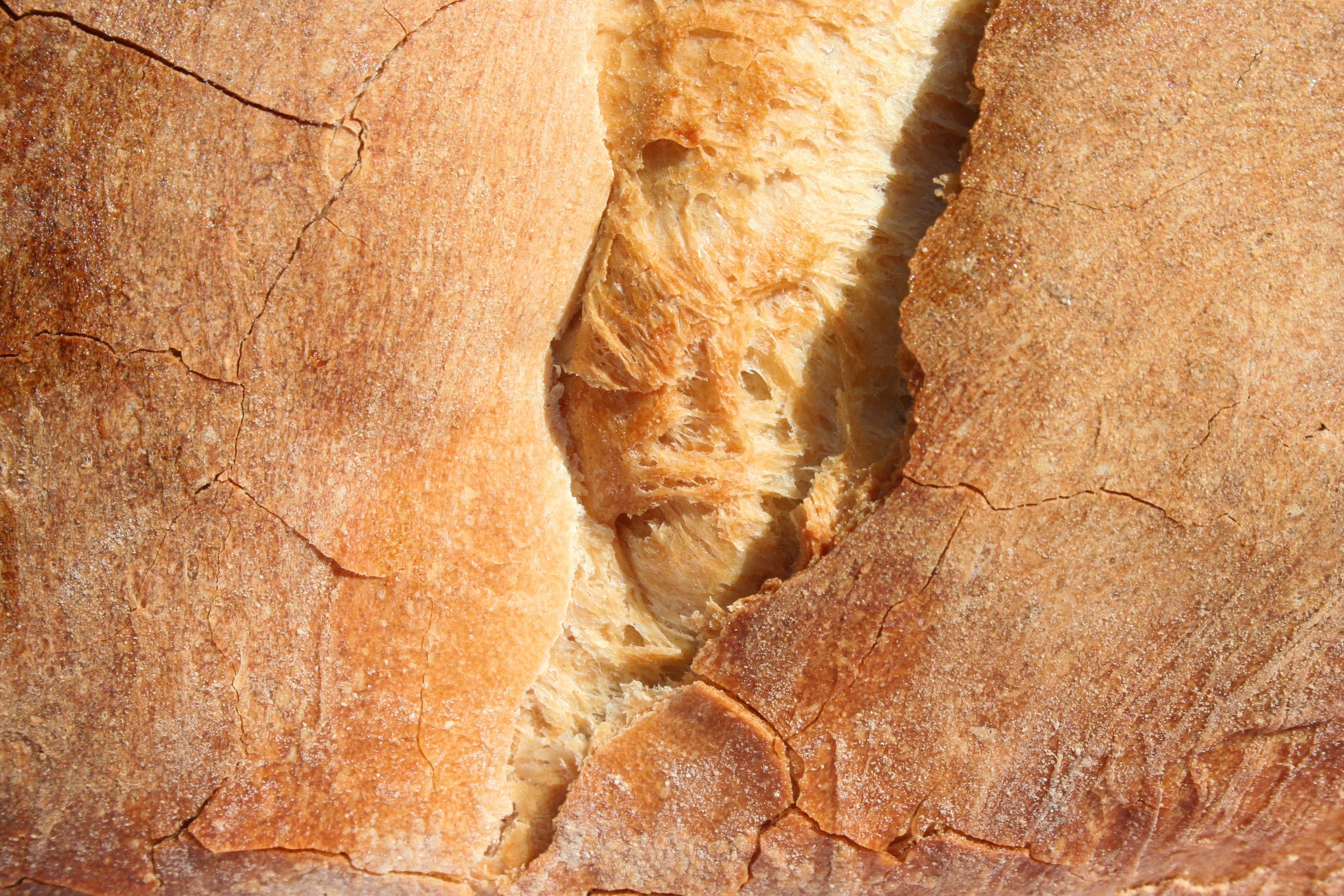
Kenyér felülete közelről

- Graham-kenyér: darált (nem őrölt) gabonanemekből (búzából vagy rozsból, vagy búzával kevert kukoricából) erjesztés nélkül készített kenyér; különösen a vegetariánusok körében elterjedt

- Kukoricás kenyér: Amerikából származik, kukoricalisztből vagy sárga kukoricalisztből sül, lepény vagy magas kenyér forma

- Bloomer: a 20. század második felében világszerte elterjedt angol kenyér

- Formakenyér: a kenyértésztát (általában vas) formában sütik meg, így négyszögletes, puhább héjú kenyeret kapunk

- Korpakenyér (Liebig-kenyér): az a kenyér, melynek lisztje a korpától nincs teljesen elválasztva

- Ánizskenyér: nevével ellentétben nem kenyér, hanem piskótatésztából készített ánizsos teasütemény

- Adika-kenyér: afrikai bennszülöttek által készített igen zsíros kenyér Sierra Leone vidékéről.

- Indzsera: az etiópok lapos, palacsintaszerű mindennapi kenyere

- Magvas péksütemények és kenyerek: olyan kenyerek, amelyek tésztájába különböző magokat kevernek például szezámmagos, lenmagos, napraforgómagos, tökmagos, diós, köménymagos, szójapelyhes stb.
- Extrudált kenyér: a különböző diéták, fogyókúrák kedvelt összetevője, általában magas rost- és alacsony nátriumtartalommal. Gluténmentes változatai is vannak.

- Kétszersült (cibak): mint a neve is mutatja, kétszer sütött kenyér. A normál kenyérnél keményebb és nagyon jól kidolgozott tésztából készítik; a sütés utáni napon felszeletelik, és a szeleteket kemencében megpirítják (ez a második sütés).
- Pászka (macesz, páska): kovásztalan kenyér, amit a zsidók a pészahkor ünnepi kenyérként fogyasztanak. Eredete, hogy az egyiptomi kivonulás estéjén a zsidóknak nem volt idejük megkeleszteni a kenyér tésztát.

- Pita: kisméretű, lapos kenyér. Rendes kenyértésztából készül, amiből kis cipókat formálnak majd kinyújtják. Eredetileg forró, lapos köveken sütötték meg, ezért van kilapítva.

### Mesebeli kenyerek
- Lembas kenyér: Tolkien A Gyűrűk Ura c. nagyszabású regényfolyamában fontos szerepet kap a Lembas kenyér, amit Galadriel tünde úrnőtől kap Frodó, és amely csodás erejével életben tartja őt a kaland végéig.
- A kicsi dió c. népmesében (szintén ismert az Ördög és a kenyér címen) a készítése során elszenvedett viszontagságok felsorolásával a kenyér megmenti a gazdát attól, hogy az ördögé legyen legkisebb fia.

## A kenyér története

### A kenyér kialakulása
A gyűjtögető életmódot folytató ősember a magvakat először természetes formájában, majd a tűz megismerésével megpörkölve rágcsálta el. Hamarosan rájött arra, hogy a rágás fáradságát megtakaríthatja, ha vízzel megfőzve kását készít. Egyszerűbbé vált munkája, amikor felfedezte, hogy a sokáig puhuló magvakat meg is lehet őrölni, vízzel pedig lepény készíthető belőlük. A régészek gyakran találtak olyan nagyméretű lapos edényeket, amelyekben feltehetően lepényt lehetett sütni.
Étkezésre legkorábban árpát és zabot használtak. A rozs a népvándorlás korában terjedt el, a búza pedig a hagyományok szerint Ázsiából származik.
A magyarok már az őshazában a téli szállások környékén étkezési célra gabonát termesztettek. A lepénykészítés fárasztó munkáját asszonyok végezték. 
A lepényből – azaz a kovásztalan kenyérből – fejlődött ki a kovászos kenyér.
Az őrlés is nagy változáson ment át. A malomkerekeket először rabszolgák, majd állatok hajtották. Hamarosan munkába fogták a víz és a szél erejét is. A szélmalmok először 1100 körül Franciaországban kezdtek elterjedni.
A kenyér eredete mondákban, eposzokban, vallásos szövegekben írásos formában megtalálható a mezopotán, asszír, egyiptomi, görög, római írásokban. Megjelenik a fáraók sírjainak díszes falán, a görög frízek életképeiben. A keresztény vallás különös tiszteletet adott a kenyérnek. A vallási szertartásokon a kovásztalan kenyér – az ostya – Jézus testét szimbolizálja.
A kenyér az idők folyamán a legfontosabb élelmiszer lett és értelmezésében az életfenntartás összes szükségletét jellemezte. Gondoljunk csak a kenyérrel és sóval történő vendégfogadás szokására, a kenyere javát megevő idős emberre, vagy a kenyérgondokkal küszködő szegényekre.
Latin nevét (panis) Pán istentől vette, vagy azért, mert őt tartották feltalálójának, vagy mert az ő formájára sütötték az első kenyereket.

### Őseink kenyere
A mai kenyér alapjául szolgáló gabonafélék nem mindig voltak ismertek. 5-10 ezer évvel ezelőtt gyakorlatilag bármilyen növény terméséből valamifajta kenyeret készítettek ami erre alkalmas volt. Az egyiptomiak például a lótuszvirág magtermését gyűjtögették, őrölték, meggyúrták, és hosszú ideig a Nílus völgyiek tápláléka a lótuszkenyér volt. 
Kb. 5000 évvel ezelőttről már olyan bizonyítékok állnak rendelkezésre, melyek szerint Kínában, vagy a magas hegyek között elterülő Tibetben árpakenyeret készítettek. Az árpa hamar elterjedt és nyoma van az egyiptomiaknál, Kis-Ázsiában, Észak-Afrikában és az ókori rómaiaknál, sőt Amerika őslakosai is fogyasztották.
A búzatermesztés bölcsője Eurázsia. A gabonafélék első tudatos szétválasztását és kezdetleges termesztését a sumerek végezték. Az első búzakenyerek kb. 7000 évvel ezelőtt jelentek meg. A British Museum Egyiptom kiállításán 2000 éves búzakenyér látható. A lepénykenyerek után valószínűleg Egyiptomban született meg a kelesztett kenyér, kb. i. e. 3000 körül. Az ókori görögöknek és rómaiaknak már gazdag kenyérkultúrájuk volt, különleges és ízesített kenyereket is sütöttek; Hippokratész dietetikájában 2000 évvel ezelőtt már 17-féle kenyeret sorol fel.

### A kenyér szó eredete és jelentése
A kenyér szó az újkori magyar köznyelvben csak a magas, erjesztett kenyeret jelenti. Számos európai nyelvben viszont a megfelelő szó jelentése magában foglalja egyrészt a kenyér régi formáját, az erjesztetlen lapos lepényt, másrészt pedig a kalácsféléket is. A magyar kenyér fogalom az utóbbiakra sosem terjedt ki igazán, a lepénykenyérre viszont igen.
A kenyér valószínűleg ősmagyar kori jövevényszó, korai jelentése, rokon nyelvi adatokból következtetve, ‘kásaféle, darából készült ételféleség’ lehetett. A honfoglalást megelőző, földművelést is magában foglaló életmódban feltételezhető a lepénykenyér készítése, miután az már a földműves neolit kultúrákban rendszeresen jelen volt. A kenyér szó a honfoglalás idején feltételezhetően ezt a lepénykenyeret jelentette, noha a kapcsolatról magyar nyelvi adat csak 1315 körül, egyházi szövegben, maradt fenn.
Amikor az elit kultúrában az erjesztett kenyér megjelent, a kenyér szó jelentését arra is kiterjesztették. A kétféle „kenyér” késő középkori együttélése idejéből származik a pogácsa jövevényszó, amely eredetileg hamuban-parázsban sült lepénykenyeret jelent. A lepénykenyér megkülönböztetésére a szó jól jöhetett. Hosszú távon majd pogácsa lesz a lepénykenyér és kenyér az erjesztett kenyér neve. A 16. század végéig azonban még előfordult az irodalmi nyelvben, hogy körülírással bár, de mindkettőt kenyérnek nevezték. Pogácsakenyér, pogácsás kenyér megjelölés is használatos volt a régebbi forma megkülönböztetésére. A 17. századtól kezdve többé már nem nevezték kenyérnek a lepénykenyeret.

### „Másfajta” kenyerek
Bár a kenyér szó számunkra manapság elsősorban a kenyeret mint pékterméket jelöli, azonban jelölhet gyakorlatilag bármilyen olyan élelmiszert, mely egy nép vagy népcsoport számára alapvető, napi, nélkülözhetetlen táplálékot jelent. Így hát a nép mindennapi kenyere sokszor nemcsak a gabonából készített kenyér, hanem fák gyümölcsei, gumók és egyéb növényi részek.
Kenyérnek nevezzük azokat a sütemény és húskészítményeket is, amelyek formázása hasonlít a kenyér alakjára (pl. húskenyér, püspökkenyér, gyümölcskenyér stb.). 
A rizs nagyon jelentős élelmiszer volt évezredeken keresztül Kínában, Japánban, Indiában és általában Délkelet-Ázsiában, sőt ma is sok százmillió ember mindennapi tápláléka és kenyere. 
Ismerünk „fán termő” kenyereket is. Ilyen például Afrikában a kenyérfa másfél-kétkilós termése, egyes afrikai és indiai népek számára a banán, a datolya, és más pálmák termései.

## A kenyér betegségei
- Nyúlósodás: a Bacillus subtilis spórás baktérium okozza, a nyári melegben fordulhat elő. A savanykásra kovászolás megvéd tőle.
- „Véres kenyér”: a Serratia marcescens okozza, ma már igen ritkán lehet vele találkozni.
- Penészesedés: különböző penészgombák, Aspergillus, Penicillum, Mucor nemzetség fajai okozzák.
- Szent Antal tüze vagy anyarozsmérgezés. Régen a leggyakoribb kenyérrel kapcsolatos mérgezés volt.

## Események, érdekességek

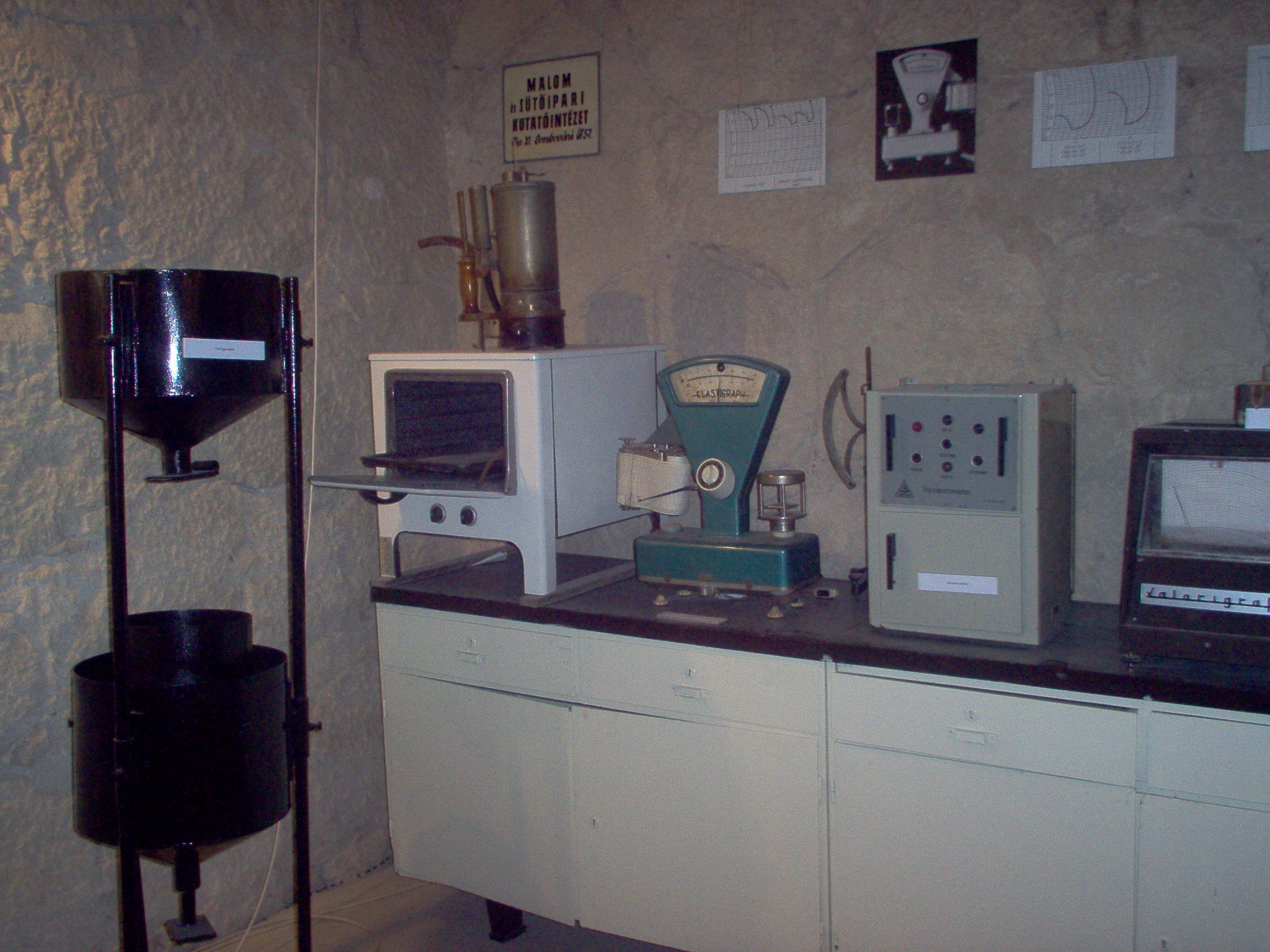
A komáromi kenyérmúzeumban

- Augusztus 20-i nemzeti ünnepünkön 1949 óta az új kenyér ünnepét is megtartjuk. Bár bevezetése politikai akarat és nem szokás vagy néphagyomány útján történt, a „mesterséges hagyomány” találkozott a szélesebb rétegek értékrendjével, így elfogadott hagyománnyá vált ünneplése. Az ünnep jelképe a nemzeti színű szalaggal átkötött kenyér.
- 2011 óta minden év augusztus 20-án Pécsett elkészítik a magyarok kenyerét, melyhez a búzát az egész Kárpát-medencéből ajánlják fel, és a program bevételeiből rászorulókat támogatnak, ezáltal kifejezve a magyar nemzet egységét.
- A Pékek Világszövetsége 2001-ben kijelölte október 16-át a Kenyér Világnapjaként. 2004 óta Magyarországon is kisebb-nagyobb rendezvényekkel ünneplik.
- A németországi Ulmban található az egyik leggazdagabb gyűjteménnyel rendelkező Kenyér Múzeum.
- A Magyar Pékek Fejedelmi Rendje működtetésében Komáromban, a Monostori Erődben Kenyérmúzeum várja a látogatókat.